# 深圳市南山区第二外国语学校

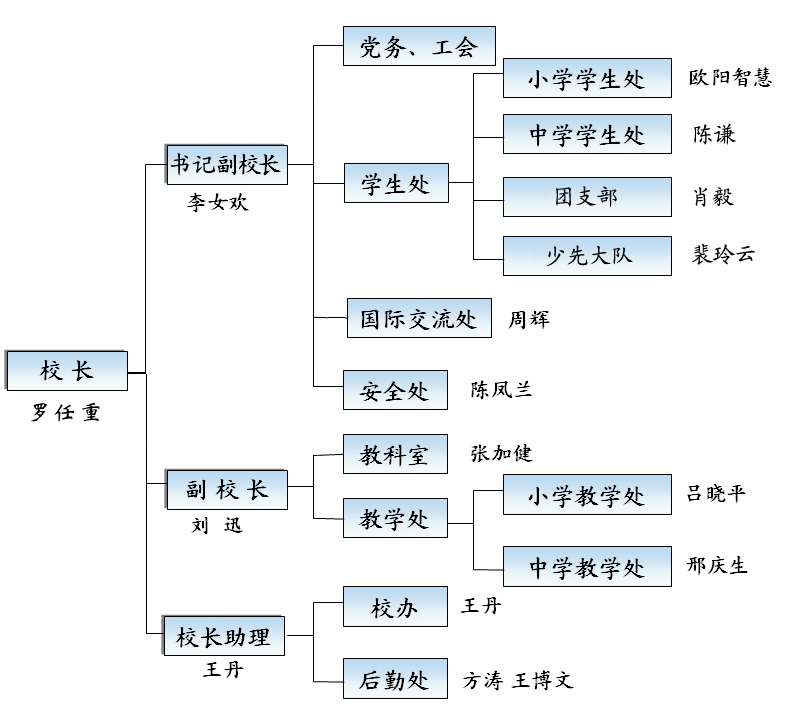
学校组织结构

深圳市南山区第二外国语学校（英語：Second Foreign Language School of Nanshan, Shenzhen），简称南山二外，是广东省深圳市南山区的一所九年一贯制公办学校，创办于2004年9月，有小学部和初中部。学校始建于2004年9月，曾为南山区教育科学研究中心附属学校，是一所南山区教育局直属的公办、实验性、示范性九年一贯制外国语学校。学校地处深圳市南山区商业文化中心区，占地面积31,367平方米，建筑面积30,668.85平方米；小学部学区包含3个楼盘，中学部为8个楼盘。现有62个班级（初中27，小学35），学生2648人。教职工165人，平均年龄32岁。